# 小行星4771
小行星4771（英語：4771 Hayashi）是一颗围绕太阳公转的小行星。1989年9月7日，箭内政之、渡邊和郎在北见发现了此天体。
这颗小行星的绝对星等为44.55372453520652等。